# 大嶺満
大嶺 満（おおみね みつる、1955年〈昭和30年〉8月31日 - ）は、日本の実業家。沖縄電力会長、九州経済連合会副会長。沖縄県那覇市出身。

## 来歴
沖縄県那覇市出身。沖縄県立那覇高等学校を経て、1980年（昭和55年）青山学院大学経営学部卒、沖縄電力入社。経理部長や企画本部長などを歴任し、2009年(平成21年)に常務、2011年(平成23年)6月に副社長に昇格。2013年(平成25年)4月に社長就任。同社としては當眞嗣吉、石嶺伝一郎に続く3人目の生え抜き社長となる。2019年4月会長就任。
2019年九州経済連合会副会長。他に沖縄経済同友会代表幹事、沖縄県生産性本部会長、南西地域産業活性化センター会長、沖縄経済同友会特別幹事、内閣府沖縄振興審議会委員等を歴任。